# Nuoto ai Giochi della XXIV Olimpiade - 200 metri rana maschili

## Risultati

### Finale
| Posizione | Atleta            | Paese            | Tempo   | Note |
| --------- | ----------------- | ---------------- | ------- | ---- |
|           | József Szabó      | Ungheria         | 2:13.52 |      |
|           | Nick Gillingham   | Regno Unito      | 2:14.12 |      |
|           | Sergio López Miró | Spagna           | 2:15.21 |      |
| 4         | Mike Barrowman    | Stati Uniti      | 2:15.45 |      |
| 5         | Valery Lozyk      | Unione Sovietica | 2:16.16 |      |
| 6         | Vadim Alekseyev   | Unione Sovietica | 2:16.70 |      |
| 7         | Jon Cleveland     | Canada           | 2:17.10 |      |
| 8         | Péter Szabó       | Ungheria         | 2:17.12 |      |

## Fonti
- 1988 Summer Olympics results: Men's 200 m breaststroke, da http://www.sports-reference.com/; retrieved 2009-12-30.